# Lophoruza ochricosta
Lophoruza ochricosta là một loài bướm đêm trong họ Noctuidae.